# Wanganui

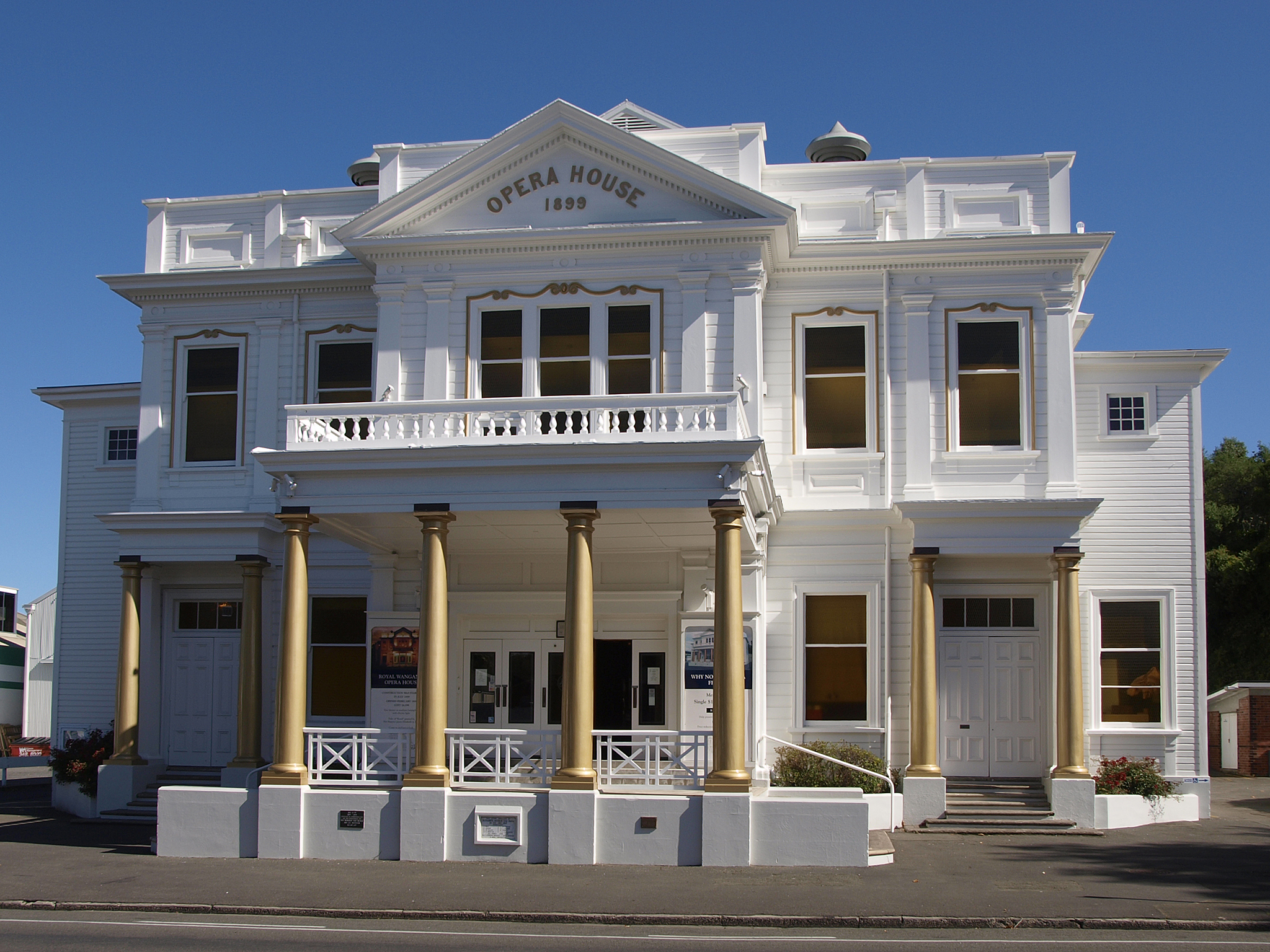
Opernhaus (1899)

Whanganui, auch in der Schreibweise Wanganui, ist eine Stadt im Whanganui District der Region Manawatū-Whanganui auf der Nordinsel von Neuseeland. Sie ist Sitz des Whanganui District Council.

## Namensherkunft
Die Bedeutung des Namens Whanganui kann entweder mit whanga für Hafen und nui für groß oder mit whanga für warten und nui für lang übersetzt werden. Letzteres wird einem Stammesführer der Ngāti Ruanui zugeschrieben, der nach einer langen Reise an dem Fluss lange auf ein Kanu gewartet haben soll. Der Fluss bekam so den Namen Whanganui.
Mit der Besiedlung der Region durch Europäer begann ein Streit um die Schreibweise des Namens Whanganui, mit oder ohne „h“. Zunächst setzte sich die Schreibweise der Europäer ohne „h“ durch. 1991 änderte die Regierung den Namen des Flusses wieder in die Schreibweise mit „h“, um so der Aussprache der Māori zu folgen und ihrem Wunsch zu entsprechen. Doch der Streit um den Namen der Stadt blieb.
Im Jahr 2009 entschied der New Zealand Geographic Board, den Namen der Stadt mit „h“ zu schreiben, und die Regierung stellt es frei, beide Schreibweisen zu nutzen. Vier von fünf Bewohnern der Stadt sprachen sich damals allerdings für die Schreibweise ohne „h“ aus.
Im Dezember 2014 beauftragte der District Council der New Zealand Geographic Board den Namen des Distrikts in Whanganui District zu ändern. Die Behörde entsprach dem Wunsch am 28. August 2015. Am 22. Oktober 2015 entschied schließlich das Waitangi Tribunal, dass die Regierung ihre Kompetenzen mit der Freistellung der Schreibweise überschritten hat, und entschied für die Māori-Schreibweise für den Distrikt. Die Stadt bleibt allerdings weiterhin bei der Schreibweise ohne „h“.

## Geographie
Die Stadt befindet sich rund 70 km nordwestlich von Palmerston North direkt an der Mündung des Whanganui Rivers in die Tasmansee. Sie liegt in der Bucht, die sich vom South Taranaki District der Region Taranaki bis zum Kapiti Coast District der Region Wellington hinzieht.

## Geschichte
Das Mündungsgebiet des Whanganui River war bereits vor der Ankunft der Europäer ein begehrtes Siedlungsgebiet der Māori. Stammesfehden führten dabei immer wieder zu wechselnden Einflüssen verschiedener Stämme (Iwi). Nachdem die New Zealand Company die Stadt Wellington gegründet hatte, wurde neues Land für die wachsende Zahl von Siedlern (Pākehā) gesucht.
Edward Jerningham Wakefield kaufte 1840, von der New Zealand Company beauftragt, rund 16.000 ha Land im Mündungsgebiet des Flusses von den Māori. Noch im selben Jahr wurde die Stadt Wanganui gegründet, aber noch unter dem Namen Petre, benannt nach Lord Petre, einem Direktor der New Zealand Company. Doch schnell wurde klar, dass der Landkauf auf Missverständnissen beruhte. Die Māori forderten ihr Land zurück, während Wakefield auf der Gültigkeit des Vertrages bestand. Der Konflikt sowie Rivalitäten zwischen zwei Māori-Stämmen führten zu einer bewaffneten Auseinandersetzung und dazu, dass in dem Ort 1847 eine Garnison eingerichtet wurde. 1848 befriedete der Beauftragte für Landkäufe, Donald McLean, den Disput, indem er 32.000 ha Land und somit einen Teil erneut kaufte und den Handel in einem Vertrag genau festlegte. Danach konnte sich der Ort, der 1854 in Wanganui umbenannt und 1872 zur Stadt hochgestuft wurde, ohne Hindernisse entwickeln. 1924 wurde die Stadt zur City ernannt.
Das Gebiet am Whanganui River wird von den Māori als tapu angesehen. Bis heute wird die Gegend um Whanganui als sozialer Brennpunkt angesehen, da weiterhin Konflikte zwischen den Māori und der restlichen Bevölkerung um Landrechte bestehen. Im Jahr 1995 besetzte der Māori-Stamm von Wanganui wegen der Gebietsansprüche in einem hauptsächlich friedlichen Protest für 79 Tage die Moutoa Gardens, die von den Māori als ihr Eigentum angesehen und Pākaitore genannt werden.

## Bevölkerung
Zum Zensus des Jahres 2013 zählte die Stadt 38.091 Einwohner, 2,3 % weniger als zur Volkszählung im Jahr 2006.

## Wirtschaft
In der Umgebung von Whanganui sind die Böden sehr fruchtbar, so dass dort viel Landwirtschaft betrieben wird. Zur Wirtschaftskraft Whanganuis tragen vor allem Hafenanlagen und Baufirmen bei.

## Infrastruktur

### Straßenverkehr
Durch Whanganui führt der New Zealand State Highway 3, der die Stadt mit der Region von Taranaki und Palmerston North verbindet. In der Stadt zweigt der New Zealand State Highway 4 nach Nordosten ab und stellt so eine Verbindung mit dem zentralen Bergland her.

### Schienenverkehr
Wanganui ist mit einer Stichstrecke an die Bahnstrecke Marton–New Plymouth angebunden. Die Stichstrecke führt durch die Stadt bis in den Hafen. Heute findet hier ausschließlich Güterverkehr statt. Nach der Eröffnung eines Binnenhafens in Wanganui 2010 durch Open Dairy besteht eine tägliche Verbindung von und nach Palmerston North.
Ursprünglich verkehrten im Personenverkehr nach Wanganui gemischte Züge. Von 1926 bis zum 31. Oktober 1955 gab es den Taranaki Flyer. Er wurde durch Triebwagen der Baureihe RM mit 88 Sitzplätzen ersetzt. Der Triebwagen, der den Taranaki Flyer ersetzte, verkehrte zum letzten Mal am 7. Februar 1959. Die Personenbeförderung in gemischten Zügen wurde am 30. Juli 1977 eingestellt.

### Schiffsverkehr
Whanganui besitzt im Vorort Castlecliff im Mündungsgebiet des Whanganui River einen kleinen Hafen.

### Flugverkehr
Vier Kilometer südlich von Whanganui befindet sich der Flughafen Wanganui (IATA-Code WAG), von hier werden tägliche Verbindungen nach Auckland und Wellington angeboten.

## Sehenswürdigkeiten
Sehenswert sind in der Stadt die historischen Gebäude, wie das Wanganui-Opernhaus, dessen Grundsteinlegung im Jahr 1899 stattfand und welches am 9. Februar 1900 vom Premierminister Richard Seddon feierlich eröffnet wurde, sowie der Durie Hill Elevator, ein Aufzug aus dem Jahr 1916, oder der Durie Hill Memorial Tower, ein Turmdenkmal. Beeindruckend ist auch das Gebäude der Sarjeant Gallery, das als Kunstgalerie genutzt wird.
Des Weiteren stellt der Raddampfer Waimarie, der von einer örtlichen Freiwilligengruppe geborgen und restauriert wurde und von Whanganui aus Ausflugsfahrten den Fluss aufwärts unternimmt, eine Touristenattraktion dar.

## Persönlichkeiten
- Edith Collier (1885–1964), Malerin
- George Giles (1913–1973), Radrennfahrer
- Douglas Lilburn (1915–2001), Komponist
- Brian Talboys (1921–2012), Politiker
- Robert Burchfield (1923–2004), Herausgeber des Supplements zum Oxford English Dictionary
- Colin Dickinson (1931–2006), Radrennfahrer
- Donald Gemmell (1932–2022), Ruderer
- Alan McIntyre (* 1949), Hockeyspieler
- Richard Tonks (* 1951), Ruderer und Rudertrainer
- Leslie Wilson (* 1952), Hockeyspieler
- Stephen Cox (* 1956), Radrennfahrer
- Ross Tong (* 1961), Ruderer
- Ian Wright (* 1961), Ruderer
- Andrew Bayly (* 1962), Politiker
- Marguerite Buist (* 1962), Marathonläuferin
- Catherine Cheatley (* 1983), Radrennfahrerin
- Lucy Oliver (* 1988), Mittel- und Langstreckenläuferin
- Earl Bamber (* 1990), Rennfahrer
- Kerri Gowler (* 1993), Ruderin
- Tim Seifert (* 1994), Cricketspieler
- Isaac Becroft (* 2000), Tennisspieler